# Anastasija Galašina
Anastasija Valerëvna Galašina (in russo Анастасия Валерьевна Галашина?; Jaroslavl', 3 febbraio 1997) è una tiratrice a segno russa. È stata vicecampionessa olimpica in rappresentanza di ROC ai Giochi di Tokyo 2020 nella carabina 10 m aria compressa.

## Palmarès

### Per il ROC
- Giochi olimpici

Tokyo 2020 argento nella carabina 10 m aria compressa;

### Per la Russia
- Mondiali

Changwon 2018: bronzo nel mixed 10 m air rifle;
- Giochi europei

Minsk 2019: argento nella cara mista carabina 10 m aria compressa;
- Europei

Wrocław 2020: oro nell'air rifle team;  argento nel 10 m air rifle mixed;
Osijek 2021: oro nel 10 m air rifle team; argento nell'air rifle;